# روي ميسينغ
روي ميسينغ (بالإنجليزية: Roy Messing)‏ (4 مارس 1958 في الولايات المتحدة - ) هو لاعب كرة قدم أمريكي في مركز حراسة المرمى. لعب مع نادي غوادالاخارا (نادي كرة قدم) وروتشستر لانسر ‏ وCincinnati Kids ‏ وHartford Hellions ‏ وSan Francisco Fog (soccer) ‏ ونيويورك آروز ‏.